# Vicki Dunn
Victoria Anne „Vicki” Dunn (ur. 13 sierpnia 1977) – brytyjska judoczka. Olimpijka z Sydney 2000, gdzie zajęła dziewiąte miejsce w kategorii 48 kg. Siódma na mistrzostwach świata w 1999. 
- Turniej w Sydney 2000

Wygrała z Natalią Kuliginą z Kirgistanu a przegrała z Kubanaką Amarilis Savón i Lyubov Bruletovą z Rosji.